# Èrix
|  | Per l'heroi epònim, vegeu Èrix (mitologia). |

Èrix (grec antic: Ἔρυξ, llatí: Eryx) va ser una ciutat de Sicília situada a l'oest de l'illa, a uns 10 km de Drèpana i dalt d'un puig de 660 metres. Èrix era una població indígena situada en territori dels elimis, i posteriorment caigué sota la influència dels púnics. Va ser abandonada en època romana, i correspon a l'actual vila d'Erice, fins a 1934 anomenada Monte San Giuliano.
Èrix era coneguda pel seu culte a Afrodita, Astarte pels púnics, que tenia un temple dedicat al cim de la muntanya, on era venerada com a Afrodita Ericina.

## Història
Èrix fou, juntament amb Egesta, una de les ciutats més importants dels elimis, un dels tres pobles indígenes de Sicília. Es trobava a la zona d'influència dels cartaginesos, que varen colonitzar el port de Drèpana, anteriorment possessió també dels elimis.

### Mite
Existeixen diversos mites a propòsit de la fundació d'Èrix, tots els quals la relacionen amb Afrodita, molt venerada a la ciutat. El més conegut és el que transmet Diodor de Sicília, que diu que va ser fundada per l'heroi Èrix, fill d'Afrodita i de Butes, rei del país, el qual hauria rebut Hèrcules quan va visitar l'illa i hauria lluitat amb ell fins que va ser derrotat. En canvi, Estrabó diu que la ciutat fou fundada per Enees durant els seus viatges camí d'Itàlia. Virgili, conciliant les dues versions, diu que Èrix era germà d'Enees.

### Lligams amb Cartago
Èrix era aliada d'Egesta, també ciutat dels elimis, i, després de l'expedició atenesa del 415 aC-413 aC, es va aliar a Cartago. El 406 aC, durant la guerra entre grecs i púnics, es va lliurar una batalla entre cartaginesos i siracusans a les costes d'Èrix, en la qual sortiren vencedors els siracusans. Amb l'expedició del tirà de Siracusa Dionisi el Vell a l'oest de Sicília el 397 aC, Èrix es va sotmetre al tirà, una mica abans del setge de Mòtia, però l'any següent, els cartaginesos, dirigits per Himilcó, la van recuperar. Cap a l'any 370 aC, poc abans de morir Dionisi, els siracusans ocuparen Èrix una altra vegada, però els cartaginesos la van tornar a recuperar; segurament, la ciutat va restar sota influència dels cartaginesos fins a l'expedició de Pirros de l'Epir el 278 aC. En aquest any, una forta guarnició es va oposar a Pirros, el qual va entrar per assalt a la ciutat.

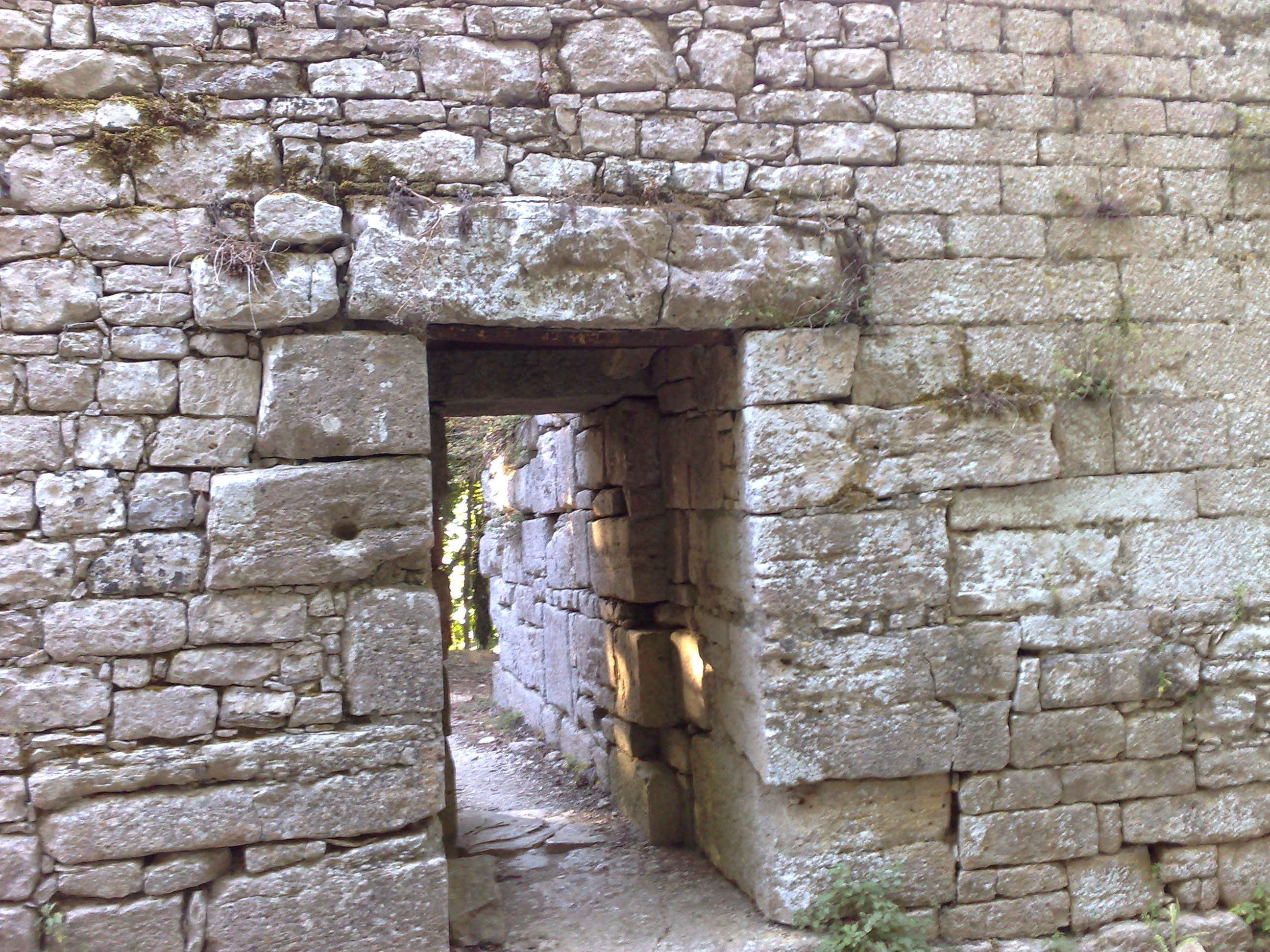
Murades de la ciutat d'origen antic

En la Primera Guerra Púnica, Èrix tornava a estar en mans dels cartaginesos, i el 260 aC, el general Hamílcar la va destruir, i va traslladar als seus habitants al port de Drèpana, on va construir una nova ciutat. De tota manera, sembla que Èrix no es va abandonar del tot, i va continuar poblada per aquells que s'oposaren al trasllat. Pocs anys més tard, el cònsol Luci Juni la va ocupar, i també es va apoderar per sorpresa del temple al cim de la muntanya, que era fortificat. Els mercenaris gals aliats dels romans van saquejar el temple.
Hamílcar Barca va abandonar la posició que havia mantingut durant tres anys a Hercte, i es va dirigir a Èrix per instal·lar-se al cim; va ocupar la ciutat, però els romans van resistir a la part alta del puig. Hamílcar va retenir la possessió de la ciutat, però finalment la va abandonar amb la resta dels seus habitants i es va dirigir a Drèpana. Els romans el van assetjar, i Hamílcar va resistir fins que la victòria naval de Gai Lutaci Càtul sobre els cartaginesos el va forçar a demanar la pau l'any 241 aC.

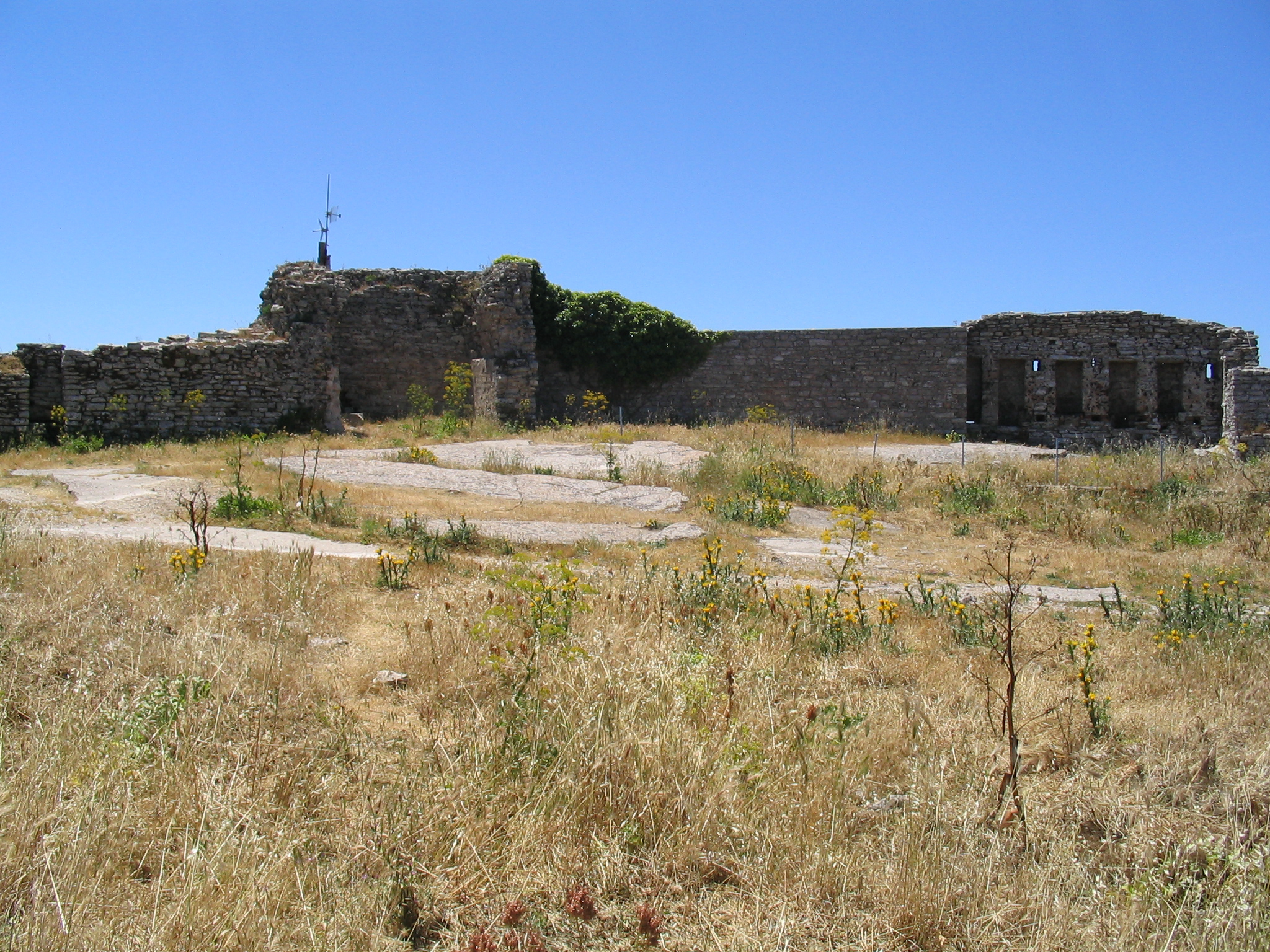
Restes del temple d'Afrodita

### Domini romà
Sembla que Èrix no va resistir les destrosses de la guerra. La ciutat degué ser abandonada en bona part, i només va continuar la seva activitat el temple, que sembla que depenia del municipi de Segesta, que sí que va esdevenir una ciutat romana. at continuen segles més tard: Ciceró menciona el temple, però no parla de la ciutat, i Estrabó dubta que continuàs habitada. Plini el Vell afirma que era un municipi romà, però el més raonable és que el Segesta van demanar a Tiberi la restauració del temple i se suposa que depenia d'ella per la consideració de municipi. Els habitants d'Èrix que podrien haver quedat es van establir a la zona del temple al cim de la muntanya on hi ha el centre històric de la moderna San Giuliano.

## Temple d'Afrodita

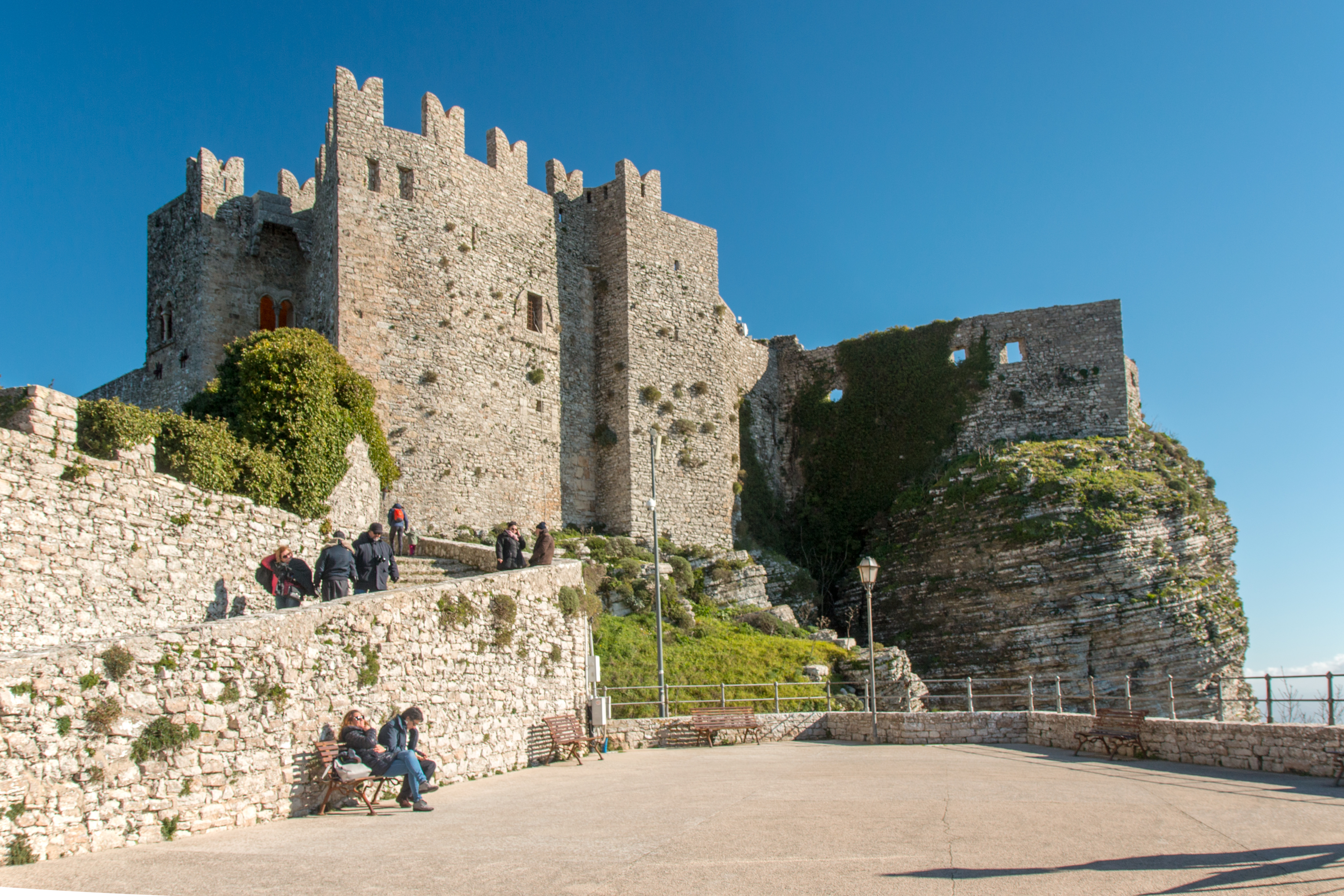
El Castell de Venus

Tant grecs (Afrodita) com romans (Venus) com fenicis i cartaginesos (Astarte) veneraven la mateixa deessa al temple d'Èrix, que era situat al cim de la muntanya. Anualment, s'hi celebraven les Anagògies, unes festes en honor d'Afrodita en què es creia que els coloms anaven cap a l'Àfrica i tornaven acompanyant la deessa. Fins i tot una vegada caiguda en decadència la ciutat, el temple continuà tenint una gran importància: en temps dels romans, era protocol·lari que els governadors de Sicília hi fessin una visita honorífica. En cert moment, es va crear una guàrdia d'honor formada per voluntaris de disset ciutats, que també pagaven entre totes una quantitat a l'any en or pels adornaments de la deessa.

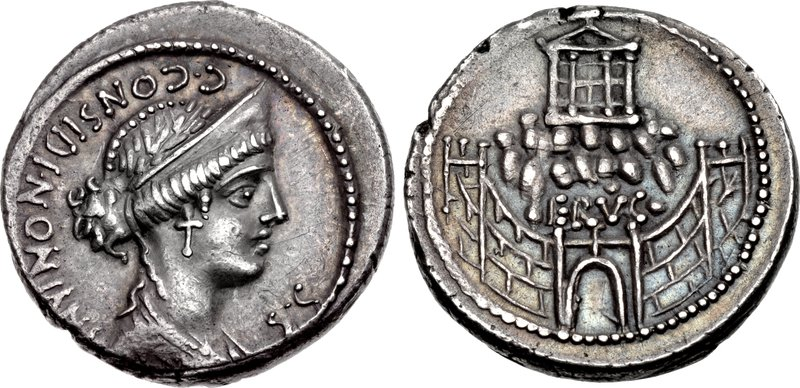
Moneda de Considi, amb una representació de Venus Ericina i el temple d'Èrix

No obstant això, el prestigi del temple va decaure cap a final de la República, i els habitants de Segesta van demanar a Tiberi que el restauràs; malgrat l'acord de l'emperador, no es va dur a terme fins al temps de Claudi, anys més tard. No hi ha més notícies sobre el temple, que degué ser abandonat segles més tard. Posteriorment, al segle xiii, en el mateix emplaçament s'hi construí un castell, anomenat Castello di Venere en referència a l'antic temple.
En les monedes de Gai Considi Nonià, que va batre moneda l'any 57 aC, apareix una representació del temple, amb un períbol fortificat que incloïa una bona part de la muntanya. A Roma, vora la Porta Col·lina, també hi hagué un temple dedicat a Venus Ericina.